# Марсель Веніг
Марсель Томас Веніг (нім. Marcel Thomas Wenig, нар. 4 травня 2004, Нюрнберг, Німеччина) — німецький футболіст, півзахисник клубу «Айнтрахт» (Франкфурт-на-Майні).

## Ігрова кар'єра

### Клубна
Марсель Веніг народився у місті Нюрнберг і займатися футболом почав у місцевому футбольному клубі. У 2017 році Веніг приєднався до футбольної академії мюнхенської «Баварії». Але лище у сезоні 2021/22 футболіст провів три гри у дублюючому складі «Баварія II» в Регіональній лізі.
У лютому 2022 року Веніг перейшов до клубу «Айнтрахт» (Франкфурт-на-Майні), з яким підписав контракт до червня 2025 року. В клубі футболіст грав у другій команді «Айнтрахта». З якою також брав участь у Юнацькій лізі УЄФА. У жовтні 2022 року Веніг дебютував у складі першої команди у матчі чемпіонату країни проти «Баєр 04».
У січні 2024 року Марсель Веніг на правах оренди перейшов до клубу Другої Бундесліги — «Нюрнберг». Але через важку травму коліна, отиману в товариському матчі, футболіст так і не зміг зіграти за «Нюрнберг».

### Збірна
У 2022 році Марсель Веніг провів кілька матчів у складі юнацьких збірних Німеччини.